# Rikard Stenbäcken
Rikard Tore Pierre Stenbäcken, född 28 december 1984, är en svensk före detta  innebandyspelare med ett stort sinne för att göra mål. Rikard Stenbäcken spelade säsongen 2006/07 innebandy i Elitserien för IBF Älvstranden. Säsongen 2010/11 spelade han för moderklubben Fagerhult Habo IB. Han leder klubbens maratontabell, vilket han har full koll på, och hade fram till och med säsongen 2009/10 gjort 150 matcher och 337 (236+101) poäng för klubben.
Rikard spelar med glasögon.
Rikard gillar inte att möta Lidköpings IBK.
Stenbäcken gjorde Allsvenskans första mål någonsin (efter 21 sekunder mot Växjö IBK). (26/9-10), och har gjort ett av Allsvenskans snabbaste mål efter tekning i mittcirkeln (5 sekunder) mot Landskrona (31/1-11).
Karriärens sista fem säsonger spelade Stenbäcken för IBK Alingsås. 
Den 2 april 2016 valde Rikard Stenbäcken att lägga klubban på hyllan. Han krönte en lång karriär genom att i sin sista match vara med och ta IBK Alingsås till Allsvenskan.